# China Open 2006 - Qualificazioni singolare femminile
Le qualificazioni del singolare femminile del China Open 2006 sono state un torneo di tennis preliminare per accedere alla fase finale della manifestazione. I vincitori dell'ultimo turno sono entrati di diritto nel tabellone principale. In caso di ritiro di uno o più giocatori aventi diritto a questi sono subentrati i lucky loser, ossia i giocatori che hanno perso nell'ultimo turno ma che avevano una classifica più alta rispetto agli altri partecipanti che avevano comunque perso nel turno finale.
Le qualificazioni del torneo China Open 2006 prevedevano 32 partecipanti di cui 4 sono entrati nel tabellone principale.

## Teste di serie
1. Eléni Daniilídou (Qualificata)
2. Nastas'sja Jakimava (primo turno)
3. Jelena Kostanić (Qualificata)
4. Marta Domachowska (ultimo turno)

1. Aiko Nakamura (primo turno)
2. Meilen Tu (primo turno)
3. Vera Duševina (Qualificata)
4. Yuan Meng (secondo turno)

## Qualificati
1. Eléni Daniilídou
2. Alicia Molik

1. Jelena Kostanić
2. Vera Duševina

## Tabellone

### Legenda
| - Q = Qualificato - WC = Wild card - LL = Lucky loser | - ALT = Alternate - SE = Special Exempt - PR = Protected Ranking | - w/o = Walkover - r = Ritirato - d = Squalificato |

### Sezione 1
|  | Primo turno     | Primo turno      | Primo turno      | Primo turno | Primo turno |  |  | Secondo turno | Secondo turno    | Secondo turno | Secondo turno | Secondo turno |   |   | Ultimo turno | Ultimo turno     | Ultimo turno     | Ultimo turno | Ultimo turno |  |
|  |                 |                  |                  |             |             |  |  |               |                  |               |               |               |   |   |              |                  |                  |              |              |  |
|  | 1               | Eléni Daniilídou | Eléni Daniilídou | 6           | 6           |  |  |               |                  |               |               |               |   |   |              |                  |                  |              |              |  |
|  |                 | Sheng-Nan Sun    | Sheng-Nan Sun    | 0           | 0           |  |  | 1             | Eléni Daniilídou | 6             | 64            | 6             |   |   |              |                  |                  |              |              |  |
|  | Yulia Fedossova | Yulia Fedossova  | 4                | 6           | 6           |  |  |               | Yulia Fedossova  | 1             | 7             | 2             |   |   |              |                  |                  |              |              |  |
|  | Chen Liang      | Chen Liang       | 6                | 4           | 2           |  |  |               |                  |               |               |               |   |   | 1            | Eléni Daniilídou | Eléni Daniilídou | 6            | 6            |  |
|  | Jing-Jing Lu    | Jing-Jing Lu     | Jing-Jing Lu     | 6           | 6           |  |  |               |                  |               | Alina Židkova | Alina Židkova | 1 | 1 |              |                  |                  |              |              |  |
|  | Jia-Jing Lu     | Jia-Jing Lu      | Jia-Jing Lu      | 1           | 1           |  |  | Jing-Jing Lu  | Jing-Jing Lu     | Jing-Jing Lu  | 0             | 4             |   |   |              |                  |                  |              |              |  |
|  |                 | Alina Židkova    | Alina Židkova    | 6           | 6           |  |  | Alina Židkova | Alina Židkova    | Alina Židkova | 6             | 6             |   |   |              |                  |                  |              |              |  |
|  | 5               | Aiko Nakamura    | Aiko Nakamura    | 3           | 4           |  |  |               |                  |               |               |               |   |   |              |                  |                  |              |              |  |

### Sezione 2
|  | Primo turno    | Primo turno         | Primo turno    | Primo turno | Primo turno |  |  | Secondo turno  | Secondo turno  | Secondo turno  | Secondo turno | Secondo turno |   |   | Ultimo turno   | Ultimo turno   | Ultimo turno   | Ultimo turno | Ultimo turno |  |
|  |                |                     |                |             |             |  |  |                |                |                |               |               |   |   |                |                |                |              |              |  |
|  |                | Lilia Osterloh      | 2              | 6           | 6           |  |  |                |                |                |               |               |   |   |                |                |                |              |              |  |
|  | 2              | Nastas'sja Jakimava | 6              | 4           | 3           |  |  | Lilia Osterloh | Lilia Osterloh | Lilia Osterloh | 6             | 7             |   |   |                |                |                |              |              |  |
|  | Erika Takao    | Erika Takao         | 6              | 3           | 6           |  |  | Erika Takao    | Erika Takao    | Erika Takao    | 1             | 5             |   |   |                |                |                |              |              |  |
|  | Chun-Mei Ji    | Chun-Mei Ji         | 4              | 6           | 1           |  |  |                |                |                |               |               |   |   | Lilia Osterloh | Lilia Osterloh | Lilia Osterloh | 5            | 0            |  |
|  | Alicia Molik   | Alicia Molik        | Alicia Molik   | 6           | 6           |  |  |                |                | Alicia Molik   | Alicia Molik  | Alicia Molik  | 7 | 6 |                |                |                |              |              |  |
|  | Yan-Chong Chen | Yan-Chong Chen      | Yan-Chong Chen | 4           | 2           |  |  |                | Alicia Molik   | 2              | 7             | 6             |   |   |                |                |                |              |              |  |
|  | 8              | Yuan Meng           | Yuan Meng      | 6           | 6           |  |  | 8              | Yuan Meng      | 6              | 5             | 3             |   |   |                |                |                |              |              |  |
|  |                | Shan-Shan Song      | Shan-Shan Song | 1           | 4           |  |  |                |                |                |               |               |   |   |                |                |                |              |              |  |

### Sezione 3
|  | Primo turno                 | Primo turno                 | Primo turno                 | Primo turno | Primo turno |  |  | Secondo turno               | Secondo turno               | Secondo turno               | Secondo turno               | Secondo turno               |    |   | Ultimo turno | Ultimo turno    | Ultimo turno    | Ultimo turno | Ultimo turno |  |
|  |                             |                             |                             |             |             |  |  |                             |                             |                             |                             |                             |    |   |              |                 |                 |              |              |  |
|  | 3                           | Jelena Kostanić             | 4                           | 6           | 6           |  |  |                             |                             |                             |                             |                             |    |   |              |                 |                 |              |              |  |
|  |                             | Shuai Zhang                 | 6                           | 3           | 4           |  |  | 3                           | Jelena Kostanić             | 6                           | 63                          | 6                           |    |   |              |                 |                 |              |              |  |
|  | Chin-Wei Chan               | Chin-Wei Chan               | Chin-Wei Chan               | 7           | 7           |  |  |                             | Chin-Wei Chan               | 2                           | 7                           | 2                           |    |   |              |                 |                 |              |              |  |
|  | Li Ting                     | Li Ting                     | Li Ting                     | 68          | 6(0)        |  |  |                             |                             |                             |                             |                             |    |   | 3            | Jelena Kostanić | Jelena Kostanić | 7            | 6            |  |
|  | María José Martínez Sánchez | María José Martínez Sánchez | María José Martínez Sánchez | 6           | 6           |  |  |                             |                             |                             | María José Martínez Sánchez | María José Martínez Sánchez | 68 | 4 |              |                 |                 |              |              |  |
|  | Ivanna Israilova            | Ivanna Israilova            | Ivanna Israilova            | 4           | 1           |  |  | María José Martínez Sánchez | María José Martínez Sánchez | María José Martínez Sánchez | 6                           | 6                           |    |   |              |                 |                 |              |              |  |
|  |                             | Jing Ren                    | Jing Ren                    | 6           | 7           |  |  | Jing Ren                    | Jing Ren                    | Jing Ren                    | 1                           | 2                           |    |   |              |                 |                 |              |              |  |
|  | 6                           | Meilen Tu                   | Meilen Tu                   | 4           | 65          |  |  |                             |                             |                             |                             |                             |    |   |              |                 |                 |              |              |  |

### Sezione 4
|  | Primo turno   | Primo turno       | Primo turno       | Primo turno | Primo turno |  |  | Secondo turno | Secondo turno     | Secondo turno     | Secondo turno | Secondo turno |   |   | Ultimo turno | Ultimo turno      | Ultimo turno | Ultimo turno | Ultimo turno |  |
|  |               |                   |                   |             |             |  |  |               |                   |                   |               |               |   |   |              |                   |              |              |              |  |
|  | 4             | Marta Domachowska | Marta Domachowska | 6           | 6           |  |  |               |                   |                   |               |               |   |   |              |                   |              |              |              |  |
|  |               | Lei Huang         | Lei Huang         | 0           | 3           |  |  | 4             | Marta Domachowska | Marta Domachowska | 7             | 6             |   |   |              |                   |              |              |              |  |
|  | Xie Yan-ze    | Xie Yan-ze        | 64                | 6           | 6           |  |  |               | Xie Yan-ze        | Xie Yan-ze        | 5             | 2             |   |   |              |                   |              |              |              |  |
|  | Wan-Ting Liu  | Wan-Ting Liu      | 7                 | 3           | 1           |  |  |               |                   |                   |               |               |   |   | 4            | Marta Domachowska | 6            | 3            | 2            |  |
|  | Elise Tamaela | Elise Tamaela     | Elise Tamaela     | 6           | 6           |  |  |               |                   | 7                 | Vera Duševina | 0             | 6 | 6 |              |                   |              |              |              |  |
|  | Jie Hao       | Jie Hao           | Jie Hao           | 2           | 0           |  |  |               | Elise Tamaela     | Elise Tamaela     | 4             | 2             |   |   |              |                   |              |              |              |  |
|  | 7             | Vera Duševina     | Vera Duševina     | 6           | 6           |  |  | 7             | Vera Duševina     | Vera Duševina     | 6             | 6             |   |   |              |                   |              |              |              |  |
|  |               | Yuan Jia          | Yuan Jia          | 4           | 3           |  |  |               |                   |                   |               |               |   |   |              |                   |              |              |              |  |